# Carrote
O Carrote é uma elevação de São Tomé e Príncipe, localizada a sensivelmente a Oeste da ilha do Príncipe. Esta formação geológica eleva-se a 839 metros acima do nível do mar. Encontra-se nas proximidades da formação da Mesa e do Pico de Príncipe.